# ヤラ川

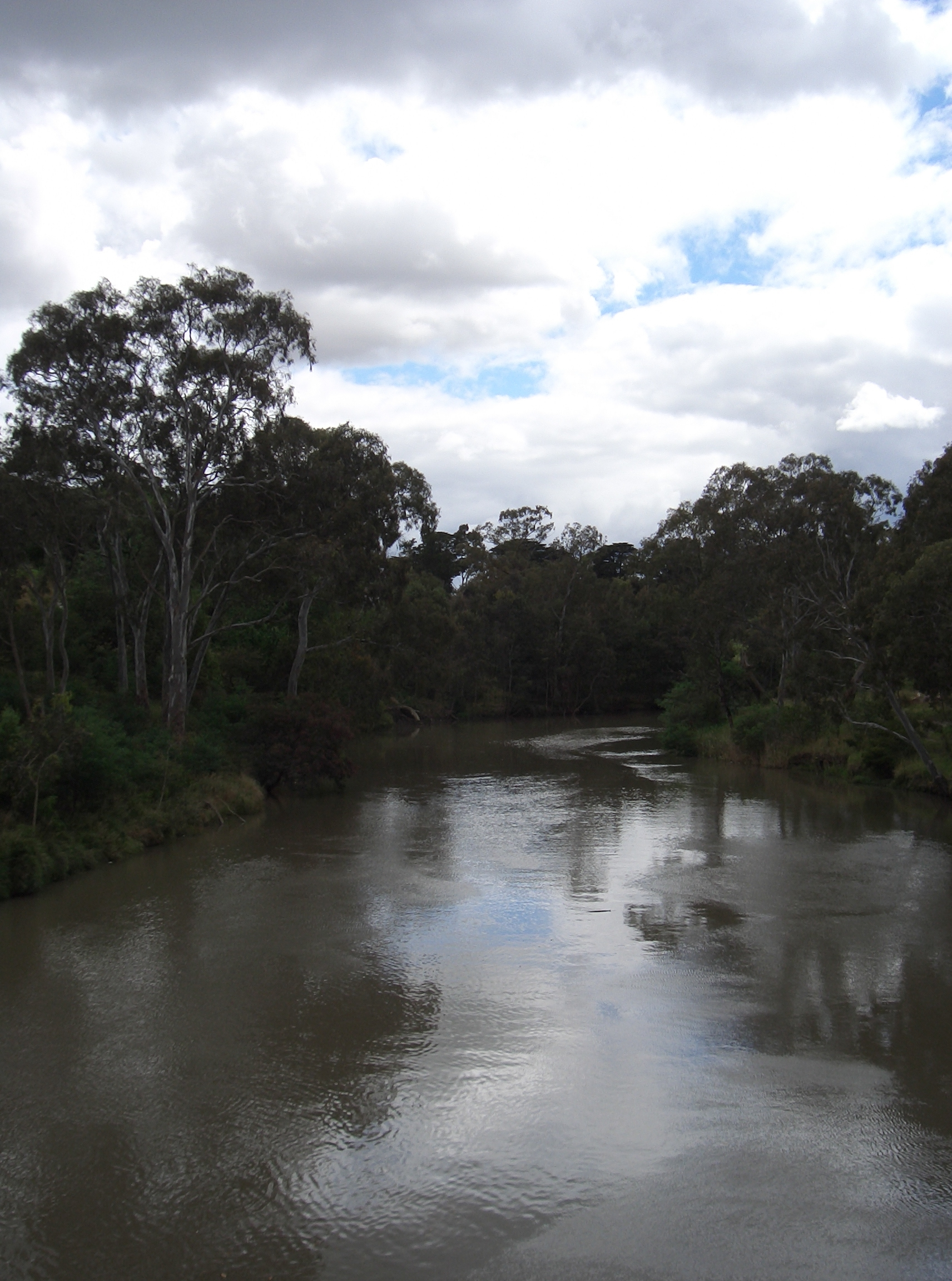
ケインズ・ブリッジからの風景

ヤラ川（ヤラがわ、Yarra River）は、オーストラリア・ビクトリア州南部を流れる河川。州都メルボルンを流れる。流路延長は約242km。

## 地理
ヤラ・レンジズ国立公園の湿地帯に源を発する。メルボルンCBD（中心業務地区）を流れ、ポート・フィリップ湾のメルボルン港に注ぐ。

## 河川施設
- アッパー・ヤラ・ダム - メルボルンの水の大部分を供給する。

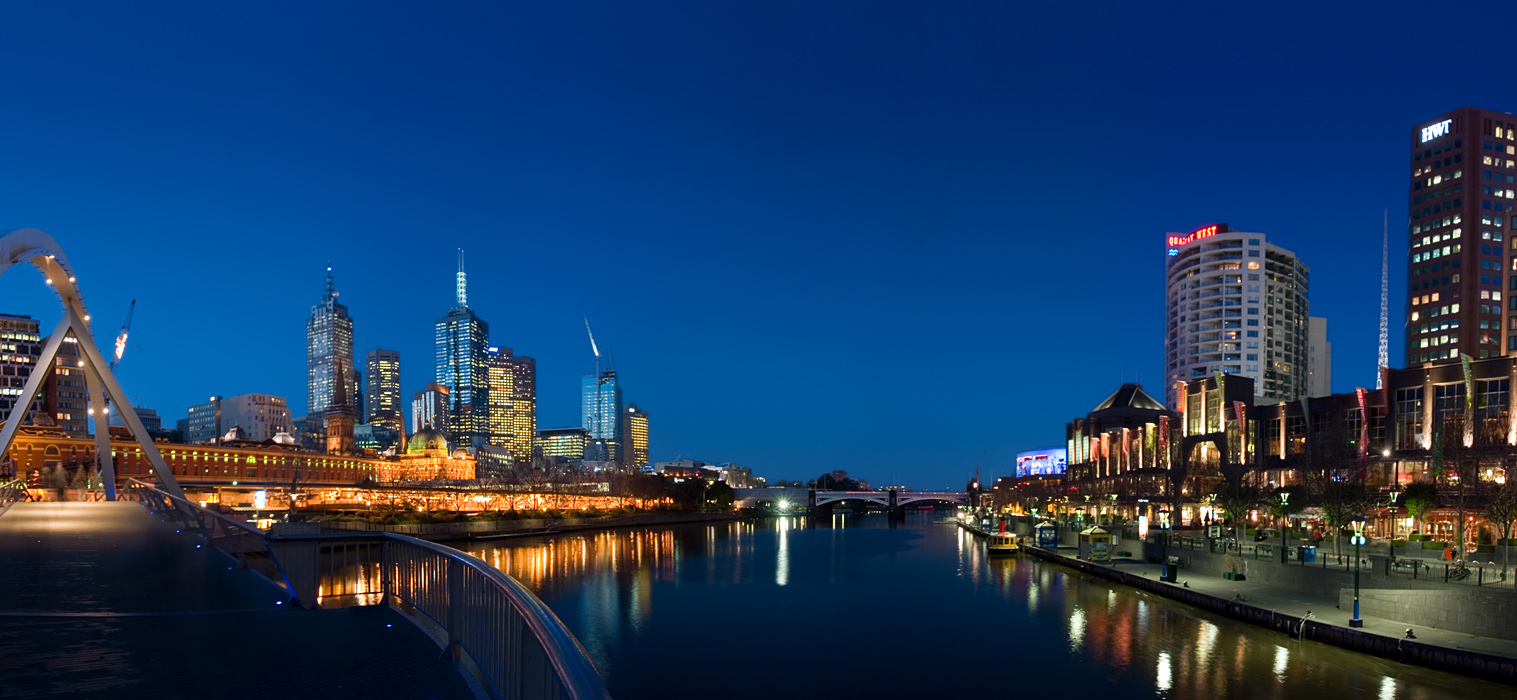
左にメルボルンCBD、右にサウスバンクを望む

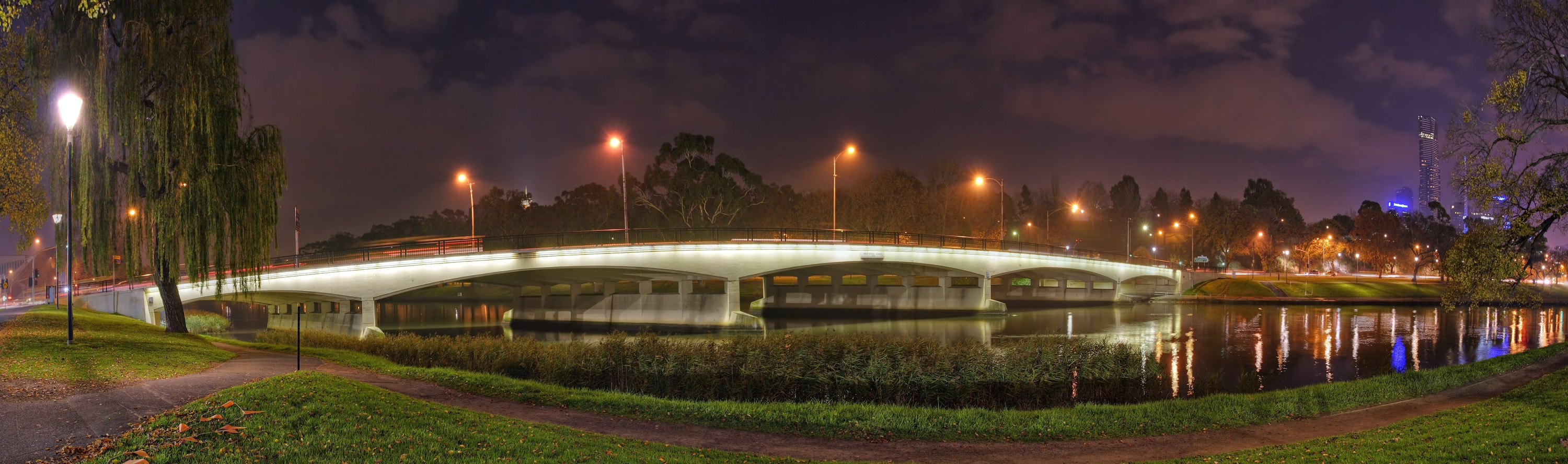